# Patryk Dziczek
Patryk Dziczek (ur. 25 marca 1998 w Gliwicach) – polski piłkarz grający na pozycji pomocnika w polskim klubie Piast Gliwice.

## Kariera klubowa

### Piast Gliwice
Jest wychowankiem Piasta Gliwice. W Ekstraklasie zadebiutował 5 czerwca 2015 w przegranym 0:3 meczu z Cracovią. Grał do 46. minuty, po czym został zmieniony przez Pawła Moskwika. W sezonie 2018/2019 zdobył wraz ze swoją drużyną tytuł Mistrza Polski. Wystąpił w dwóch meczach I rundy kwalifikacyjnej do Ligi Mistrzów UEFA oraz w dwóch meczach II rundy kwalifikacyjnej do Ligi Europy UEFA.

### S.S. Lazio
22 sierpnia 2019 Patryk Dziczek został zawodnikiem S.S. Lazio. Pomocnik podpisał z włoskim klubem piłkarskim pięcioletni kontrakt.

### US Salernitana 1919
28 sierpnia 2019 Patryk Dziczek został wypożyczony do US Salernitana 1919. W drużynie „Koników morskich” rozegrał on 18 spotkań, w których zdobył 1 gola oraz zanotował 2 asysty.

### Powrót do Piasta
31 sierpnia 2022 Piast Gliwice poinformował, że Patryk Dziczek po trzech latach wrócił do Gliwic. Zawodnik podpisał umowę do 30 czerwca 2025.

## Kariera reprezentacyjna
Wielokrotnie występował w młodzieżowych reprezentacjach. 5 października 2023 został po raz pierwszy powołany do seniorskiej reprezentacji Polski przez selekcjonera Michała Probierza na mecze eliminacji Mistrzostw Europy 2024 z Wyspami Owczymi i Mołdawią. Swój debiut miał 12 października w meczu eliminacji Mistrzostw Europy 2024 z reprezentacją Wysp Owczych.

## Statystyki

### Reprezentacyjne
(aktualne na 15 października 2023)
| Reprezentacja | Rok  | Mecze | Bramki |
| ------------- | ---- | ----- | ------ |
| Polska        |      |       |        |
| 2023          | 2    | 0     |        |
| Suma          | Suma | 2     | 0      |

| Mecze i gole w reprezentacji | Mecze i gole w reprezentacji | Mecze i gole w reprezentacji | Mecze i gole w reprezentacji | Mecze i gole w reprezentacji | Mecze i gole w reprezentacji | Mecze i gole w reprezentacji |
| Lp.                          | Data                         | Miasto                       | Przeciwnik                   | Gol                          | Wynik                        | Rozgrywki                    |
| ---------------------------- | ---------------------------- | ---------------------------- | ---------------------------- | ---------------------------- | ---------------------------- | ---------------------------- |
| 1.                           | 12.10.2023                   | Thorshavn                    | Wyspy Owcze                  |                              | 2:0                          | el. ME 2024                  |
| 2.                           | 15.10.2023                   | Warszawa                     | Mołdawia                     |                              | 1:1                          | el. ME 2024                  |